# Mayuri vina
Mayuri vina är ett sydindiskt musikinstrument. Förutom namnet har instrumentet mycket lite att göra med de övriga vina-instrumenten, och ligger närmare en sarang, esraj och dilruba.
Detta är ett stränginstrument som liknar en påfågel (Muyri betyder påfågel) med en greppbreda med band och som man spelar med en stråke. Instrumentet har resonanssträngar.